# Mohamed Madhar
Mohamed Shies Madhar (ur. 28 października 1962) – surinamski judoka. Dwukrotny olimpijczyk. Zajął jedenaste miejsce w Seulu 1988 i dwunaste w Los Angeles 1984. Startował w wadze esktralekkiej.

## Letnie Igrzyska Olimpijskie 1984
| Konkurencja | Rundy eliminacyjne         | Rundy eliminacyjne  | Klas. końcowa |
| Konkurencja | Przeciwnik I               | Przeciwnik II       | Miejsce       |
| ----------- | -------------------------- | ------------------- | ------------- |
| 60 kg       | Christian Nkamgang (CMR) Z | Peter Jupke (FRG) P | 12.           |

## Letnie Igrzyska Olimpijskie 1988
| Konkurencja | Rundy eliminacyjne  | Repasaże                    | Klas. końcowa |
| Konkurencja | Przeciwnik I        | Przeciwnik I                | Miejsce       |
| ----------- | ------------------- | --------------------------- | ------------- |
| 60 kg       | Kim Jae-yup (KOR) P | Amiran Totikaszwili (URS) P | 11.           |